# Gaudiose Hébert
Gaudiose Hébert, né à Québec le 27 septembre 1866 et mort dans la même ville le 17 février 1923, est un syndicaliste québécois.
Gaudiose Hébert fut le président des congrès annuels qui précèdent la fondation de la Confédération des travailleurs catholiques du Canada, organisateur et président du Conseil central national des métiers du district de Québec.

## Biographie
Cordonnier-machiniste, il rejoint à la fin du XIXe siècle l'Union des machinistes, l'un des trois syndicats nationaux de cordonniers de Québec.
Au début du XXe siècle, il accède à la direction de son syndicat et devient délégué au Conseil central des métiers et du travail de Québec. En 1910, il défend la position du clergé au sujet de l'uniformité des manuels scolaires (une revendication du mouvement syndical à laquelle l'Église s'opposait). En 1911, il participe à la fondation du Conseil central national du district de Québec et de Lévis à la suite d'une scission sur cette question.
En 1915, il participe au Cercle d’étude des ouvriers de Québec de l'abbé Maxime Fortin dont la mission était d'amener les syndicats nationaux à accepter la doctrine sociale de l'Église et à se déclarer catholiques. L'opération fut un succès et mena en mars 1918 à la fusion des deux conseils centraux de Québec devenus tous deux catholiques,.
En 1918, il devient organisateur du Conseil central national des métiers du district de Québec.
En septembre 1918, à l'occasion de la Fête du travail, il préside une réunion de tous les syndicats catholiques de la province convoquée par le Conseil central national des métiers du district de Québec. La rencontre se transforme en congrès annuel, un comité exécutif est formé et Gaudiose Hébert en prend la tête. Trois de ses congrès auront lieu pour préparer la fondation de la Confédération des travailleurs catholiques du Canada qui aura lieu en 1921.
En septembre 1919, il est élu président du Conseil central national des métiers du district de Québec,.
En août 1921, il est nommé inspecteur provincial des établissements industriels et des édifices publics pour la division de Québec, poste qu'il n'occupa que quelques mois, sa santé déclinant.
Gaudiose Hébert est mort le 17 février 1923. Selon Le Soleil, une foule de plusieurs milliers de personnes a assisté à ses obsèques.